# Strop
Strop (Brasil:Teto; Estados Unidos: Ceiling) é um filme checo de 1961, dirigido por Věra Chytilová como seu projeto de conclusão de curso na FAMU. O filme mistura experimentalismo visual com técnicas de documentário, em especial de cinéma vérité, ao acompanhar a vida da modelo Marta Kanovská. 

## Sinopse
Marta é uma jovem que desiste da faculdade de medicina para se tornar modelo. Entretanto, ela se mostra infeliz em ambos os caminhos de sua vida.
Em 1976, em carta ao então presidente da Checoslováquia, Gustáv Husák, Chytilová comenta que com Teto ela tenta "fazer com que o espectador refletisse sobre o 'teto' das possibilidades humanas, sobre como muitas vezes, seja por apatia ou covardia, não temos coragem de exigir mais de nós mesmos e perceber que ainda há tempo de começar de novo"

## Crítica e Recepção
O roteiro original de Chytilová não fora aprovado de imediato pelo chefe de Departamento de Roteiro da FAMU, Frantisek Daniel, por considerá-lo muito kitsch. Um nova versão foi reescrita com Pavel Juráček e depois de aprovada, Chytilová roda o filme com seu roteiro original.
O crítico de cinema checo Joseph Skvorecky critica o moralismo presente no filme, considerando a ênfase de Teto na “comunhão Rousseauniana” deploravelmente didática.
Agnès Varda, em sua passagem na Tchecoslováquia, disse ter ficado muito impressionada com Teto. Chytilová nota as semelhanças entre seu filme e Cléo de 5 à 7, da diretora francesa.